# Circuit de Wallonie
Der Circuit de Wallonie ist ein Eintagesrennen im Straßenradsport, das in der Wallonischen Region von Belgien ausgetragen wird.
Das Rennen wird jährlich im Mai oder Juni in der Provinz Hennegau ausgetragen. Start- und Zielort ist seit 2016 Mont-sur-Marchienne, ein Vorort von Charleroi.
Der Wettbewerb wurde erstmals 1966 und bis 2003 unter dem Namen Circuit du Hainaut ausgetragen. Seit 2004 wird das Rennen als Circuit de Wallonie veranstaltet. Seit 2011 ist das Rennen Teil der UCI Europe Tour in der UCI-Kategorie 1.2 und seit 2019 in der UCI-Kategorie 1.1 geführt.

## Palmarès
| Jahr                | Sieger                      | Zweiter                  | Dritter                |          |
| ------------------- | --------------------------- | ------------------------ | ---------------------- | -------- |
| Circuit du Hainaut  |                             |                          |                        |          |
| 1966                | Roger Rosiers               | Valère Van Sweevelt      | Romain Furnière        |          |
| 1967                | Joseph Schoeters            | Willy De Geest           | Romain Pauwels         |          |
| 1968                | Joseph Schoeters            | Ronny De Witte           | Englebert Opdebeeck    |          |
| 1969                | Paul Crapez                 | Jean-Pierre Monseré      | Gustaaf Van Roosbroeck |          |
| 1970                | Willy Abbeloos              | Theo Dockx               | Luc Van Den Daele      |          |
| 1971                | Michel Van Vlierden         | Eric Wijckaert           | Ludo Van Der Linden    |          |
| 1972                | Lucien De Brauwere          | André Coppers            | Karel Sels             |          |
| 1973                | Roger De Beukelaer          | Jean Van der Stappen     | Marc Steels            |          |
| 1974                | Jos Gysemans                | Marc Renier              | Luc Leman              |          |
| 1975                | Ferdi Van Den Haute         | Dirk Ongenae             | Ronan De Meyer         |          |
| 1976                | André Van den Steen         | Pierre Sonnet            | Rudy Pevenage          |          |
| 1977                | René Martens                | Jean-Claude Rogge        | Ludo Theunis           |          |
| 1978                | Daniel Willems              | Alfons De Wolf           | Ronny Van Holen        |          |
| 1979                | Etienne De Wilde            | Guy Nulens               | Paul Haghedooren       |          |
| 1980                | Paul Haghedooren            | Raoul Bruyndonckx        | Gerrit Van Gestel      |          |
| 1981                | Kurt Dockx                  | Marc Sergeant            | Marc Vandenbrande      |          |
| 1982                | Patrick Cocquyt             | Willem Van Eynde         | Yves Godimus           |          |
| 1983                | Diederik Foubert            | Robert D’Hondt           | Rudy Patry             |          |
| 1984                | Stefan Van Leeuwe           | John Dekeukelaere        | Patrick Toelen         |          |
| 1985                | Stefan Van Leeuwe           | Dirk Clarysse            | Ronny Van Sweevelt     |          |
| 1986                | Peter Roes                  | Erik Peeters             | Guido Verdeyen         |          |
| 1987                | Peter De Clercq             | Kurt Van Keirsbulck      | Jean-Marie Vernie      |          |
| 1988                | Jean-François Brasseur      | Frank Francken           | Johan Verstrepen       |          |
| 1989                | Michel Stasse               | Daniël Van Steenbergen   | Eric De Clercq         |          |
| 1990                | Johan Remels                | Peter Van Petegem        | Wim Vervoort           |          |
| 1991                | Fabrice Dejardin            | Arvis Piziks             | Pierre Herinne         |          |
| 1992                | Nico Desmet                 | Wim van de Meulenhof     | Jürgen Opeel           |          |
| 1993                | Caspar van der Meer         | Franky De Buyst          | Geert Verheyen         |          |
| 1994                | Yannick Cornelis            | Patrick Roelandt         | Wim van de Meulenhof   |          |
| 1995                | Rik Verbrugghe              | Sébastien Demarbaix      | Mychajlo Chalilow      |          |
| 1996                | Fabien De Waele             | Koen Das                 | Steve De Wolf          |          |
| 1997                | Wim Heselmans               | Karel Vereecke           | Günther Stockx         |          |
| 1998                | Danny Swinnen               | Sébastien Van Den Abeele | Steven Van Aken        |          |
| 1999                | Marcel Duijn                | Fabian Wegmann           | Bjorn Leukemans        |          |
| 2000                | Jan Verstraeten             | Nico Sijmens             | Andy Cappelle          |          |
| 2001                | Dmitri Murawjow             | Tom Boonen               | Jurgen Van Goolen      |          |
| 2002                | Johan Vansummeren           | Gert Steegmans           | Cédric Coutouly        |          |
| 2003                | Preben Van Hecke            | Jens Renders             | Thomas Dekker          |          |
| Circuit de Wallonie |                             |                          |                        |          |
| 2004                | Gianni Meersman             | Pierre Drancourt         | Tom Stamsnijder        |          |
| 2005                | Erik Lievens                | Jelle Vanendert          | Steven Vandenbussche   |          |
| 2006                | Nikolas Maes                | Geert Steurs             | Jürgen Roelandts       |          |
| 2007                | Francis De Greef            | Sander Armée             | Pieter Vanspeybrouck   |          |
| 2008                | Ben Hermans                 | Romain Zingle            | Thomas De Gendt        |          |
| 2009                | Romain Zingle               | Walt De Winter           | Jens Keukeleire        |          |
| 2010                | Thomas Degand               | Jérôme Giaux             | Dries Hollanders       |          |
| 2011                | Diego Tamayo                | Walt De Winter           | Jeroen Hoorne          |          |
| 2012                | Reinardt Janse van Rensburg | Kenneth Vanbilsen        | Kevin Claeys           |          |
| 2013                | Sébastien Delfosse          | Pierre Drancourt         | Matthias Allegaert     |          |
| 2014                | Maurits Lammertink          | Dimitri Claeys           | Floris De Tier         |          |
| 2015                | Stef Van Zummeren           | Philipp Walsleben        | Gianni Vermeersch      |          |
| 2016                | Kévin Lalouette             | Gianni Marchand          | Olivier Chevalier      |          |
| 2017                | Maarten van Trijp           | Ludovic Robeet           | Rob Leemans            |          |
| 2018                | Mikkel Frølich Honoré       | Niklas Larsen            | Ross Lamb              |          |
| 2019                | Thomas Boudat               | Baptiste Planckaert      | Niki Terpstra          |          |
| 2020                | abgesagt                    | abgesagt                 | abgesagt               | abgesagt |
| 2021                | Christophe Laporte          | Marc Sarreau             | Laurence Pithie        |          |
| 2022                | Andrea Pasqualon            | Axel Zingle              | Philippe Gilbert       |          |
| 2023                | Jordi Meeus                 | Lionel Taminiaux         | Timo Kielich           |          |
| 2024                | Arnaud De Lie               | Axel Zingle              | Matthew Brennan        |          |
| 2025                |                             |                          |                        |          |